# Maryland Transit Administration

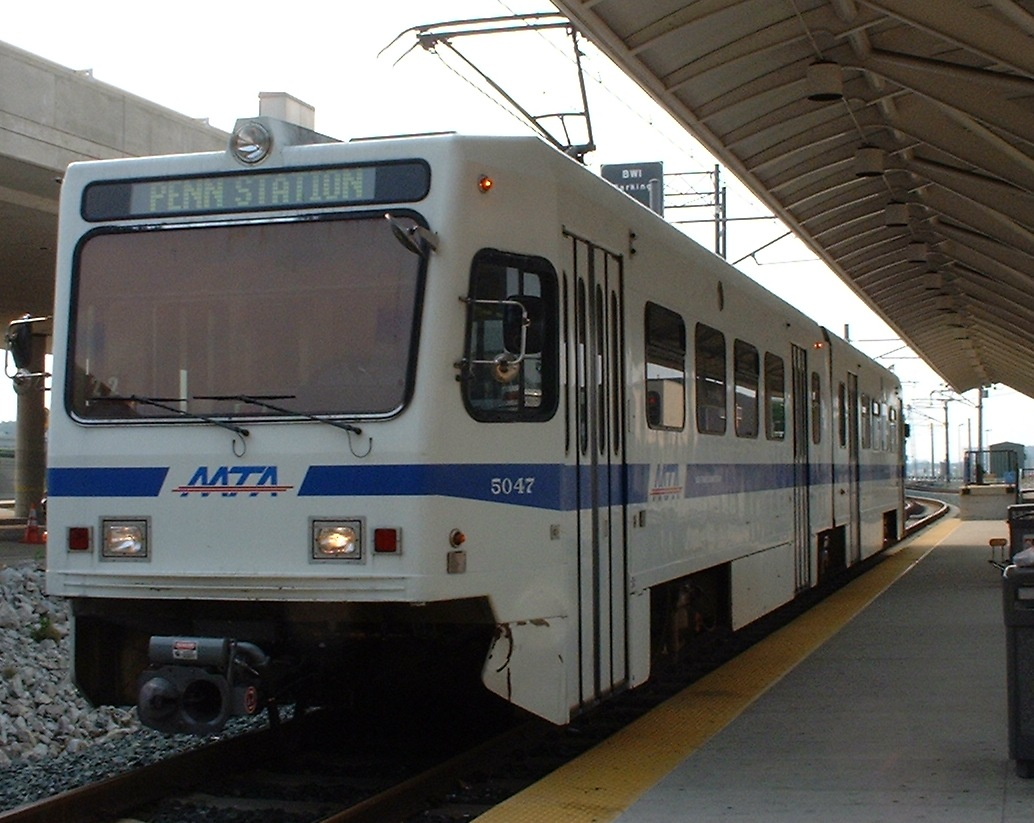
Light rail na BWI station

Maryland Transit Administration (MTA) é uma empresa pública responsável pelo transporte de passageiros na cidade norte-americana de Baltimore, no estado de Maryland. Ele é conhecida como "MTA Maryland".

## Ligação externa
- site oficial MTA Maryland